# Łysica (Kielcer Bergland)
Der Łysica ist ein 612 m n.p.m. hoher Berg des Kielcer Berglandes (poln.: Góry Świętokrzyskie, übersetzt: Heiligkreuzgebirge) im südöstlichen Polen (Mitteleuropa).
Der Berg befindet sich in der Woiwodschaft Heiligkreuz am Südwestrand des Świętokrzyski-Nationalparks in der Łysogóry-Bergkette. Dort liegt er rund 18 km (Luftlinie) östlich von Kielce, südsüdwestlich von Bodzentyn und zwischen Święta Katarzyna und Bieliny Kapitulne.